# Pic du Frêne
Le pic du Frêne est un sommet situé dans Belledonne, à 2 807 m d'altitude, en Savoie. Il possède une croix sommitale.